# عبداللطیف البلوشی
عبداللطیف البلوشی (انگلیسی: Abdul Latif Al-Bulushi؛ زادهٔ ۴ نوامبر ۱۹۵۵) تیرانداز اهل عمان است. وی در بازی‌های المپیک تابستانی ۱۹۸۴ و ۱۹۸۸ شرکت کرده‌است.